# Alanis Obomsawin

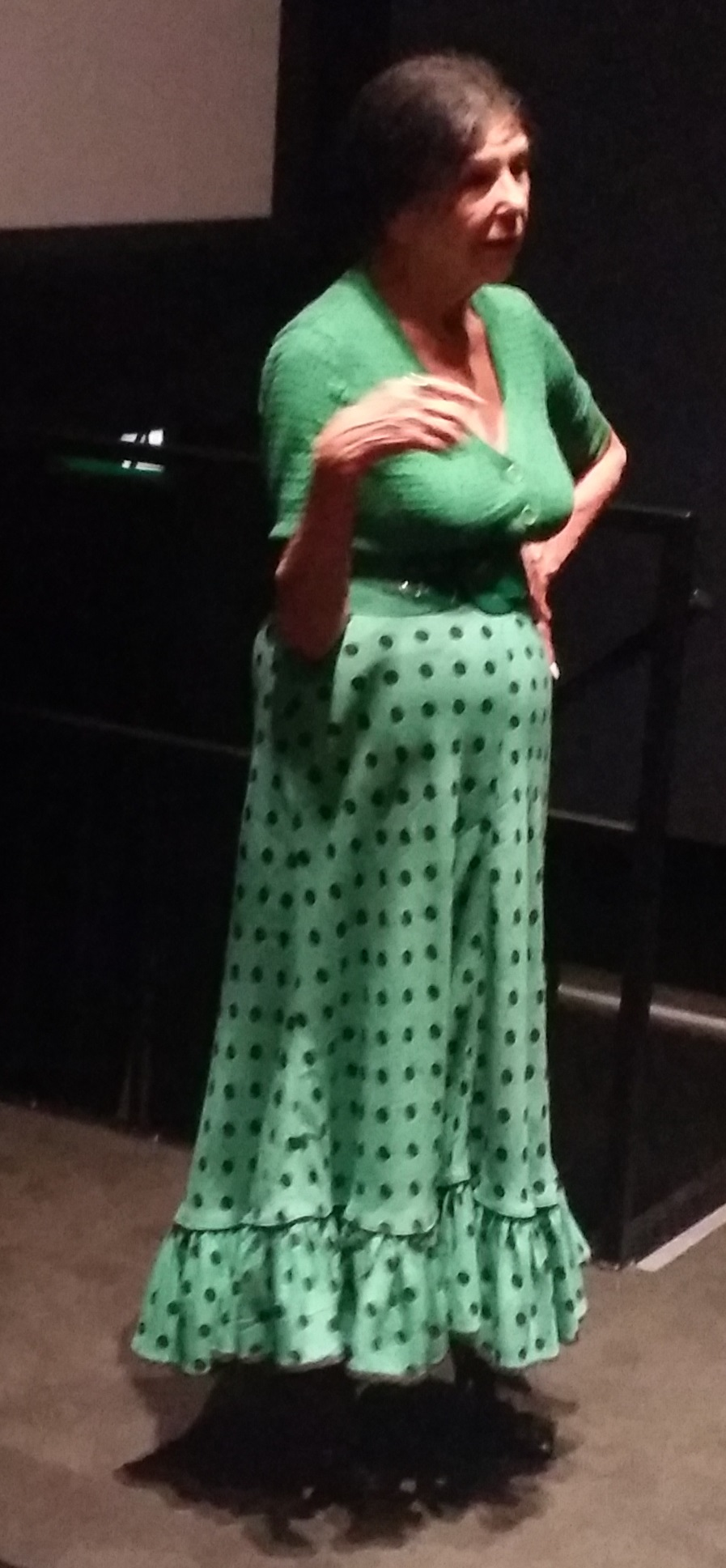
Alanis Obomsawin (2018)

Alanis Obomsawin, CC (* 31. August 1932, Lebanon, New Hampshire, Vereinigte Staaten) ist eine amerikanisch-kanadische Abenaki-Filmemacherin und Filmproduzentin, Sängerin, Künstlerin und Aktivistin, die insbesondere für ihre Dokumentarfilme über die kanadischen Ureinwohner bekannt und vielfach preisgekrönt ist. Als Abenaki gibt sie seit vielen Jahren mit ihren Filmen und ihrer Musik den Ureinwohnern Kanadas Stimme und Gesicht und macht deren Geschichte und Schicksal sichtbar.

## Leben und Wirken

### Frühe Jahre
Alanis Obomsawin wurde 1932 in der Nähe von Lebanon (New Hampshire, USA) geboren und gehört zum Volk der Abenaki. Als sie sechs Monate alt war, kehrten ihre Eltern in das Odanak-Reservat nordöstlich von Montreal zurück, wo Obomsawin bis zu ihrem 7. Lebensjahr gemeinsam mit ihrer Tante, ihrem Onkel und deren sechs Kindern lebte. Ein Cousin ihrer Mutter weihte sie in die Traditionen und Überlieferungen des Abanaki-Volkes ein, lehrte sie die Geschichten, Lieder und Legenden. Als Obomsawin neun Jahre alt war, verließ die Familie das Reservat und zog nach Trois-Rivières, wo sie die einzige indigene Familie war. Hier lernte Obomsawindie Unterschiede zur weißen kanadischen Gesellschaft kennen, erlebte Diskriminierung in der Schule. Wenig Französisch und kaum Englisch sprechend, hielt sich Obomsawin an den traditionellen Liedern und Legenden fest, die sie im Reservat gelernt hatte.
Als junge Frau zog sie in den 1950er-Jahren nach Montreal und verbrachte Zeit in Florida, um dort ihr Englisch zu verbessern.
Im Jahr 1960 gab Alanis Obomsawin in New York City ihr Debüt als Singer-Songwriterin. Sie tourte durch die USA, Kanada und Europa und trat für Menschenrechte, soziale und humanitäre Zwecke auf Folkfestivals, in Universitäten, Museen und Gefängnissen auf. In den 1960er-Jahren engagierte sie sich beim kanadischen Mariposa Folk Festival.

### Filmkunst
Zur Filmarbeit stieß sie 1967. Alanis Obomsawin war zuvor zwei Produzenten des National Film Board (NFB) mit ihren Konzerten aufgefallen, deren Erlös sie dem Volk der Odanka spendete bzw. durch ihr öffentliches Eintreten gegen die Unterdrückung und Diskriminierung der Ureinwohner Kanadas. Sie wurde deshalb als Beraterin für einen Film über die Ureinwohner Kanadas eingeladen.
Anschließend wechselte sie die Seite und begann 1971 selbst Filme und Dokumentationen über die Ureinwohner Kanadas zu machen. Sie schrieb seitdem Drehbücher und führte Regie bei mehr als 50 Dokumentarfilmen. Thematisch widmet sie sich den Rechten und der Unterdrückung der kanadischen Ureinwohner. Viele ihrer Filme erhielten kanadische und internationale Preise und Auszeichnungen. Im Sommer 2019 beendete sie ihren 53. Film.
Anlässlich der 70. Internationalen Filmfestspiele Berlin 2020 gehörte Alanis Obomsawin der Jury des Berlinale Dokumentarfilmpreises an, der vom Rundfunk Berlin-Brandenburg (rbb) gestiftet wird.

### Andere Kunst
Obwohl Alanis Obomsawin hauptsächlich für ihre filmdokumentarische Arbeit bekannt ist, drückt sie sich immer auch in anderen künstlerischen Genres aus. Die Musik, mit der sie in den 1960er-Jahren erfolgreich war, hat sie nie aufgegeben. 1988 veröffentlichte sie im Selbstverlag das Album Bush Lady. Neben Eigenkompositionen befinden sich darauf auch traditionelle Lieder des Abenaki-Volkes. 2018 wurde das Album neu gemastert und von CST Records wiederveröffentlicht.
Auch bildkünstlerisch ist Alanis Obomsawin tätig und drückt sich seit mehr als zwei Jahrzehnten in der freien Grafik aus. In einer Vielzahl von Mutter-Kind-Motiven verarbeitet sie eigene Träume mit Tiergeistern und historischen Ereignissen.

### Ausstellung
Das Haus der Kulturen der Welt widmete ihr von Februar bis April 2022 die Ausstellung The Children Have to Hear Another Story – Alanis Obomsawin. Im Rahmen der Ausstellung entstand der Katalog Alanis Obomsawin: Lifework.

## Ehrungen (Auswahl)
Ihr gesellschaftliches Engagement für die Ureinwohner Kanadas sowie ihre Dokumentarfilme sind vielfach ausgezeichnet worden. Neben Filmpreisen wurde sie 2016 vom Verband der Filmkritiker in Toronto mit dem Clyde-Gilmore-Preis ausgezeichnet.
Von kanadischen und amerikanischen Universitäten wurden ihr 22 Ehrendoktorgrade verliehen, darunter die McGill-Universität Montreal, die York-Universität, die Concordia-Universität, die Carleton-Universität, der Universität von Western Ontario, das Dartmouth College in New Hampshire.
2008 wurde Obomsawin von der Generalgouverneurin Kanadas für ihr Lebenswerk ausgezeichnet. Seit 2019 trägt sie die höchste Auszeichnung des Landes für Zivilpersonen, den Order of Canada und darf sich Companion of the Order of Canada nennen. Die Stadt Montreal verlieh ihr 2017 den Orden von Montreal. 2020 wurde sie mit dem Glenn-Gould-Preis geehrt.
Zwei wichtige Preise in Kanada sind nach ihren Namen benannt. Sie ist Namensgeberin für den Alanis Obomsawin Award for Commitment to Community and Resistance seit 2011 und den Alanis Obomsawin Best Documentary Award seit 2003 beim imagineNATIVE Film + Media Arts Festival, dem weltgrößten indigenen Filmfestival.
Das Museum of Modern Art New York ehrte sie 2008 mit einer Retrospektive.

## Ehrenämter (Auswahl)
Alanis Obomsawin hat den Vorsitz im Vorstand des Native Women's Shelter of Montreal und war Mitglied im First People's Advisory Board des Canada Council. Sie war Vorstandsmitglied von Studio 1, dem Aborigine-Studio des Nationalen Filmboards von Kanada, und ehemals Beraterin der Neuen Initiativen im Film, einem Studio für farbige Frauen und Frauen der indigenen Völker Kanadas.
Als Mitglied des Vorstands von Aboriginal Voices trat sie als Aktivistin dafür ein, um eine Radiolizenz für die Organisation zu erhalten. Sie ist auf Lebenszeit im Vorstand des Aboriginal Peoples Television Network und Mitglied im Vorstand von Vermont Public Television und National Geographic International.
Außerdem ist sie Mitglied der unabhängigen Filmemacherinnen von Film Fatales.

## Filmografie (Auswahl)
- 1971: Christmas in Moose Factory
- 1977: Mother of Many Children
- 1977: Amisk
- 1984: Incident at Restigouche
- 1986: Richard Cardinal: Cry from a Diary of a Métis Child
- 1988: No Address
- 1993: Kanehsatake: 270 Years of Resistance
- 1995: My Name is Kahentiiosta
- 1997: Spudwrench – Kahnawake Man
- 2000: Rocks at Whiskey Trench
- 2002: Is the Crown At War With Us?
- 2003: For John (dir. Dale Montour)
- 2003: Our Nationhood
- 2005: Sigwan
- 2006: Waban-Aki: People from Where the Sun Rises
- 2007: Gene Boy Came Home
- 2012: The People of the Kattawapiskak River
- 2013: Hi-Ho Mistahey!
- 2014: Trick or Treaty?
- 2016: We Can't Make the Same Mistake Twice
- 2017: Our People Will Be Healed
- 2019: Jordan River Anderson, the Messenger